# Eudaemonia argiphontes
Eudaemonia argiphontes är en fjärilsart som beskrevs av Kirby 1877. Eudaemonia argiphontes ingår i släktet Eudaemonia och familjen påfågelsspinnare. Inga underarter finns listade i Catalogue of Life.